# Kristina Richter
Pour les articles homonymes, voir Richter.
Kristina Richter, née Kristina Hochmuth le 24 octobre 1946 à Zwickau, est une handballeuse allemande ayant représenté l'Allemagne de l'Est. Avec 9 autres joueuses, elle est la championne du monde la plus titrée avec trois couronnes en 1971, 1975 et 1978. Elle est également le porte-drapeau de l'Allemagne de l'Est aux Jeux olympiques d'été de 1980 puis est inscrite en 2016 au temple de la renommée du sport allemand (de).

## Palmarès

### Club
Compétitions internationales
- Coupe des clubs champions  (1):
  - Vainqueur : 1978[1].
- Coupe des vainqueurs de coupe : 
  - Vainqueur : 1977, 1979 .
  - Finaliste : 1987.

Compétitions nationales
- Championnat d'Allemagne de l'Est : 
  - Vainqueur : 1974, 1977, 1978 et 1980
- Coupe d'Allemagne de l'Est : 
  - Vainqueur : 1977, 1978, 1979 et 1980

### Sélection nationale
Jeux olympiques
- médaille d'argent aux Jeux olympiques de 1976 à Montréal
- médaille de bronze aux Jeux olympiques de 1980 à Moscou

championnats du monde
- vainqueur du championnat du monde 1971
- vainqueur du championnat du monde 1975
- vainqueur du championnat du monde 1978

### Distinctions individuelles
- 2e meilleure marqueuse des Jeux olympiques de 1976 avec 27 buts
- co-meilleure marqueuse du championnat du monde 1978 avec 41 buts
- élue meilleure handballeuse de l'année en Allemagne de l'Est en 1980
- porte-drapeau de l'Allemagne de l'Est aux Jeux olympiques d'été de 1980
- inscrite au Temple de la renommée du sport allemand (de) en 2016